# トンガ作戦
トンガ作戦（トンガさくせん、英: Operation Tonga）は、第二次世界大戦で実施され上陸作戦としては史上最大の作戦となったノルマンディー上陸作戦のうち、最初に実行された空挺作戦のコード名である。
具体的には、D-デイ（1944年6月6日）に開始されるノルマンディー上陸作戦の東側面を制圧し、ドイツ軍の反攻を阻止するために6月5日夜から開始された、イギリス陸軍・カナダ陸軍空挺部隊の強行着陸・空挺降下による制圧・占領・破壊作戦である。また、6日夕方から開始された作戦、マラード作戦も含む。

## 概要
オーヴァーロード作戦は、フランス上陸からパリ解放に至るまでの一連の作戦名である。また、ネプチューン作戦はノルマンディー上陸作戦の正式作戦名である。
連合国軍司令部は、ノルマンディー上陸作戦を成功させるにあたって、メルヴィル近辺の緊要地形の確保、すなわち重要な橋梁（ペガサス橋・ホルサ橋）の奪取・確保と、ノルマンディー海岸を射程に収めるメルヴィル陣地の砲台破壊が、D-デイからの一連の作戦行動の成功に関わる極めて重要な事項であることを熟知していた。
トンガ作戦は、パリ解放につながる一連のオーヴァーロード作戦のうち、第一に成功させるべきノルマンディー上陸作戦の橋頭堡を確保するため、ネプチューン作戦の前段作戦として、D-デイ前日夜から実施された。
作戦計画の概要は次の通り。
(1) ベヌーヴィルの近くのカーン運河に架かるベヌーヴィル橋（後のペガサス橋）と、ランヴィルの近くのオルヌ川に架かるランヴィル橋（後のホルサ橋）の二つを、無傷で制圧・占領する。この二つの橋は1kmも離れていない。また、二つの橋はカーン市街からの北東に約5kmの位置にある。
(2) メルヴィル陣地を制圧、破壊する。ランヴィルの北東6.5kmの地点にあり、強固に防御された砲床であり、ソード・ビーチを射程内に収めている。4門の砲が舟艇や兵員に砲撃を加え、何千人もの犠牲者が出ることが予想されたので、上陸にあたって極めて脅威であると認識されていた。
(3) ディーヴ川・ディヴェット川に架かる橋の破壊。ランヴィルの東およそ11kmにある川で、ドイツ軍がこの方面から反攻を実施することが予想されたため、ヴァラヴィル・ロベオム・ビュール・トロアルンの町に近い橋を破壊することが必要である。
(4) これらの作戦を遂行した後、全部隊はランヴィル地域を制圧化におき、ドイツ軍の反攻を阻止するために、6日夜明けまでに準備が完了していることを要求された。特にランヴィル東部の高台の確保が重要で、この地域が敵の制圧下にある場合、上陸部隊と空挺部隊の東側面に深刻な打撃が加えられることが予想された。
実施部隊は、イギリス陸軍第6空挺師団のほぼ半分にあたる人員と、カナダ陸軍第1空挺師団である。師団本部、工兵・衛生兵・グライダー部隊・迫撃砲砲兵・対戦車兵を含む第3・第6空挺旅団からなる部隊が各目標を割り当てられた。野戦砲と軽戦車が航空機で強行着陸した史上初の作戦ともなった。また、イギリス陸軍第3歩兵師団がソード・ビーチから上陸し、助攻することとなった。

## 作戦前の全般状況
1943年11月のテヘラン会談で、ルーズベルト、チャーチル、スターリンは、パリを含めた北フランスの解放について、コード名「オーヴァーロード作戦」を実施するという合意に達した。この作戦は、シェルブールからルアーブルの間にあるノルマンディー地方で実施されることとなった。
また、カサブランカ会談（2回目、1943年1月）の決定事項を実行に移すため、連合国遠征軍総司令部 (Supreme Headquarters Allied Expeditionary Force, SHAEF) の総司令官にドワイト・D・アイゼンハワー将軍を任命することが決定された。アイゼンハワーの補佐、連合軍総司令官付参謀長 (Chief of Staff to the Supreme Allied Commander, COSSAC) として、フレデリック・E・モーガン中将が任命され、オーヴァーロード作戦の詳細な立案を行った。地上軍の総指揮官としてバーナード・モントゴメリー将軍が任命された。また、海軍の総指揮官にはバートラム・ラムゼー大将が、空軍の総指揮官にはトラフォード・リー＝マロリー将軍が任命された。
オーヴァーロード作戦の最初の段階である、ノルマンディー海岸への橋頭堡形成作戦には、ネプチューン作戦というコード名が付けられた。この作戦自体も、トンガ作戦を含むいくつかの複雑な作戦に分けられた。6月6日を作戦実行日「D-デイ」とし、歩兵部隊の上陸地点は5区画に分割された。これらの詳細についてはノルマンディー上陸作戦を参照のこと。
その両側面に上陸作戦の補助のため空挺降下が実施されることとなった。東側はイギリス陸軍・カナダ陸軍の強行着陸・空挺降下（第6空挺師団・トンガ作戦）、西側はアメリカ陸軍の空挺降下（第82空挺師団・デトロイト作戦と第101空挺師団・シカゴ作戦）である。これらの地点が選ばれたのは、次の条件を満たすためである。
- 反攻を受けないように緊要地形を確保する
- 船団・上陸舟艇・海岸の上陸部隊が砲撃を受けないように砲台を破壊する
- 以上により、上陸部隊の側面を確保する
- 地域を制圧して、ドイツ軍の組織的な反撃攻勢を阻止する

## 作戦計画

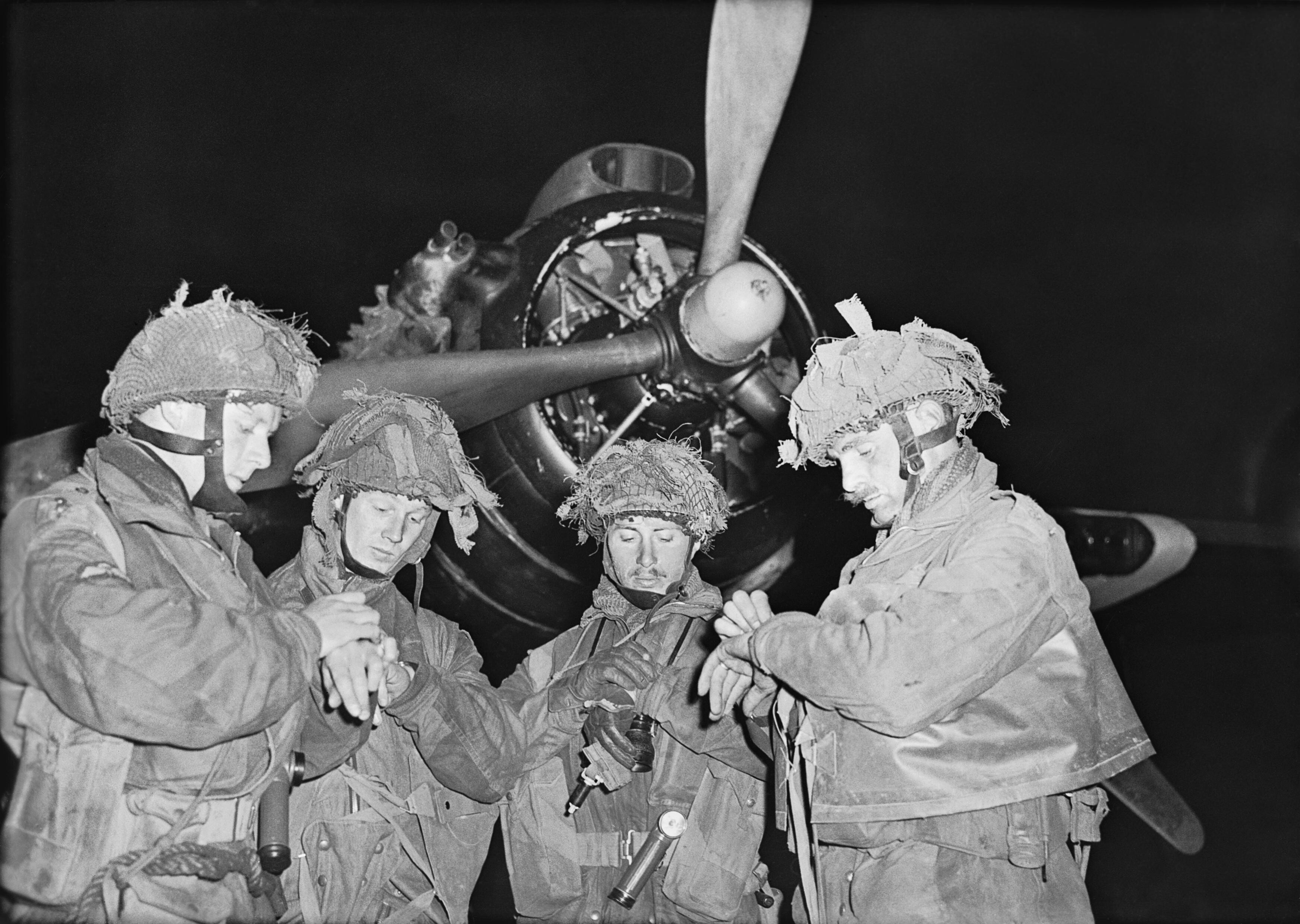
アルベマーレの前で時計を合わせる第6空挺師団の兵士達

強行着陸の計画が明確になると、すぐにイギリス第6空挺師団の司令官リチャード・ネルソン・ゲール少将は命令を受領するため、ロンドンの総司令部に呼ばれた。続く1ヶ月あまりの期間でほとんどの作戦計画が立案・準備された。
全部隊を一度に空輸することはできないため、主力部隊と小部隊に分けて空輸することとなった。上陸作戦の直前に実行されるべき最初の橋の占拠作戦は、コード名として「トンガ作戦 Operation Tonga」が選ばれた。またトンガ作戦に付随する、D-デイ夜までに実行されるべき地域の制圧作戦は「マラード作戦 Operation Mallard」（Mallard = マガモ）と名付けられた。トンガ作戦の部隊は橋の周囲の安全を確保し、さらにマラード作戦の部隊が地域を制圧したあとも、連合軍の上陸部隊のために、その地域は制圧下に置くべきとされた。
着陸・降下地点の選定は、グライダーの輸送容量と同じぐらい問題とされた。降下地点の一つAZ-Vの付近は、ディーヴ川とディヴェット川があり、川の氾濫が大きな湿地帯を作り出していたため、危険だと考えられていた。

## トンガ作戦の計画

### ペガサス橋及びホルサ橋の制圧

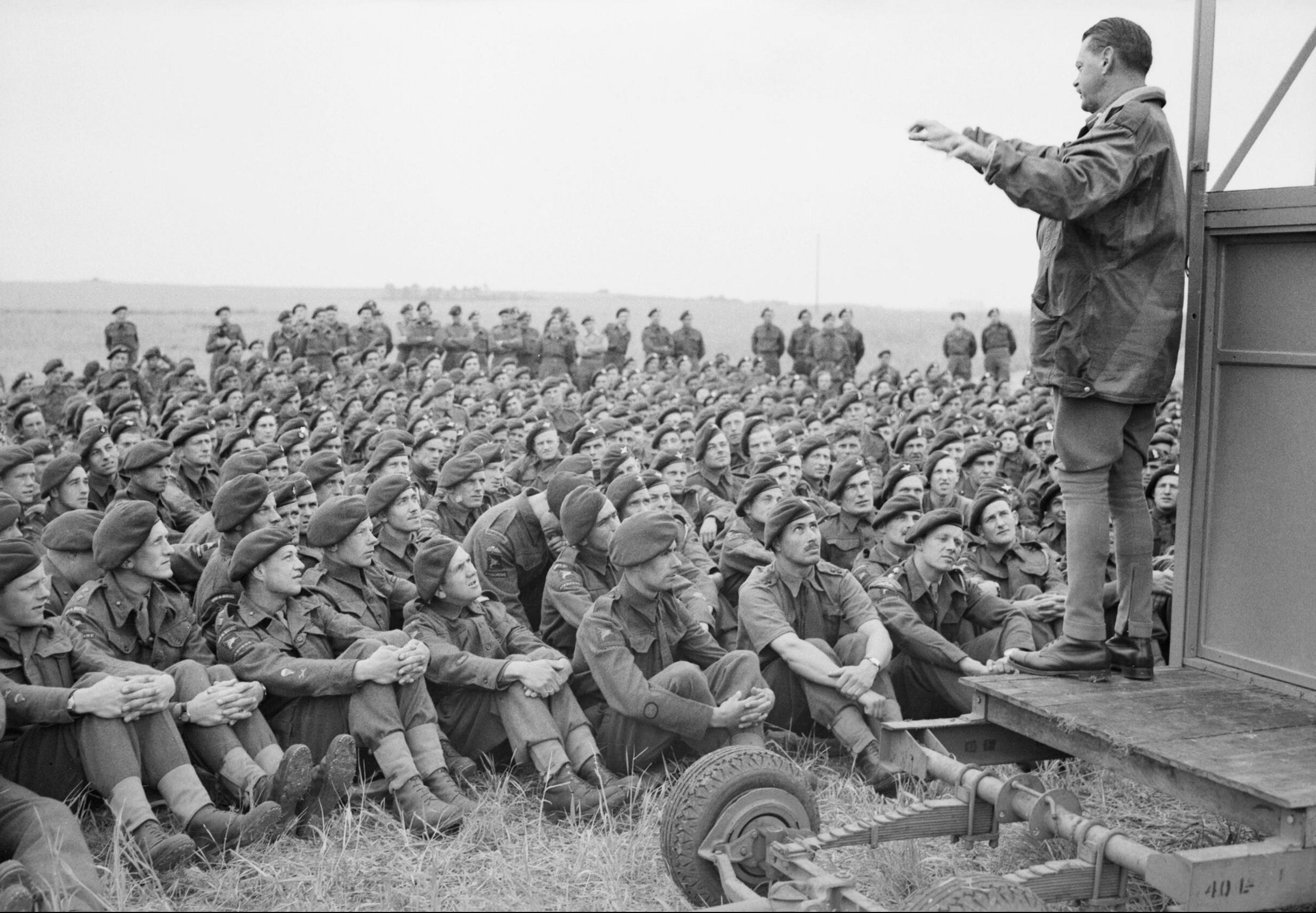
第6空挺師団の兵士達にトンガ作戦の詳細を指示するリチャード・ゲール

第6空挺師団オックスフォードシャー&バッキンガムシャー軽歩兵連隊第2大隊D中隊は、ジョン・ハワード少佐の指揮下、6月5日の夜から6日にかけて、二つの重要な橋、ペガサス橋（当時のベヌーヴィル橋）とホルサ橋（当時のランヴィル橋）を制圧・占拠し、すぐ近くの海岸、暗号名「ソード・ビーチ」に上陸するイギリス軍本隊を待つことを目的として、カーン運河とオルヌ川の間に着陸する計画であった。これは Coup-de-Main作戦（奇襲作戦）と呼ばれたが、これが正式な作戦コード名かどうかは現在でも明らかになっていない。
主要な橋の占拠はハワード少佐が直接担当し、181名が参加して幅広い方法で準備を行い、作戦を遂行することとなった。作戦実行のために、橋は建設時の図面、およびフランスのレジスタンスとイギリス空軍が撮影した写真が用意され、それらの情報をもとに模型を作り想定演習を行った。
作戦を遂行するためには、まず斥候が歩兵小隊と共にAZ-K・AZ-N・AZ-Vの三つの降下目標地点に降下する必要があった。彼らの使命は、降下地点の安全の確保、および、本隊が降下目標とするための「ユーレカ Eureka」と呼ばれるビーコン（進路目標信号発信器）を設置することであった。
第5空挺旅団はランヴィルの北、AZ-N地点を割り当てられた。この部隊はすぐに橋の奪取に向かう計画であり、第7空挺大隊はオルヌ川沿いのル・ポールとベヌーヴィルの町を占領し、第12・第13空挺大隊はランヴィルを占領する使命を受けていた。
強行着陸部隊においては、予想される敵情に十分かつ迅速に対処するために、6機のグライダーが輸送手段として選ばれた。各グライダーはほぼ完璧にコースに乗り、着陸後すぐに戦闘行動が可能となった。ハワード少佐が指揮する、橋を占拠するための工兵を含む各部隊は、驚くほど目標の近くに着陸することができた（ドイツ軍が爆発物を橋に取り付けていた場合、これを撤去するために工兵が必要であった）。

### メルヴィル陣地の制圧と破壊

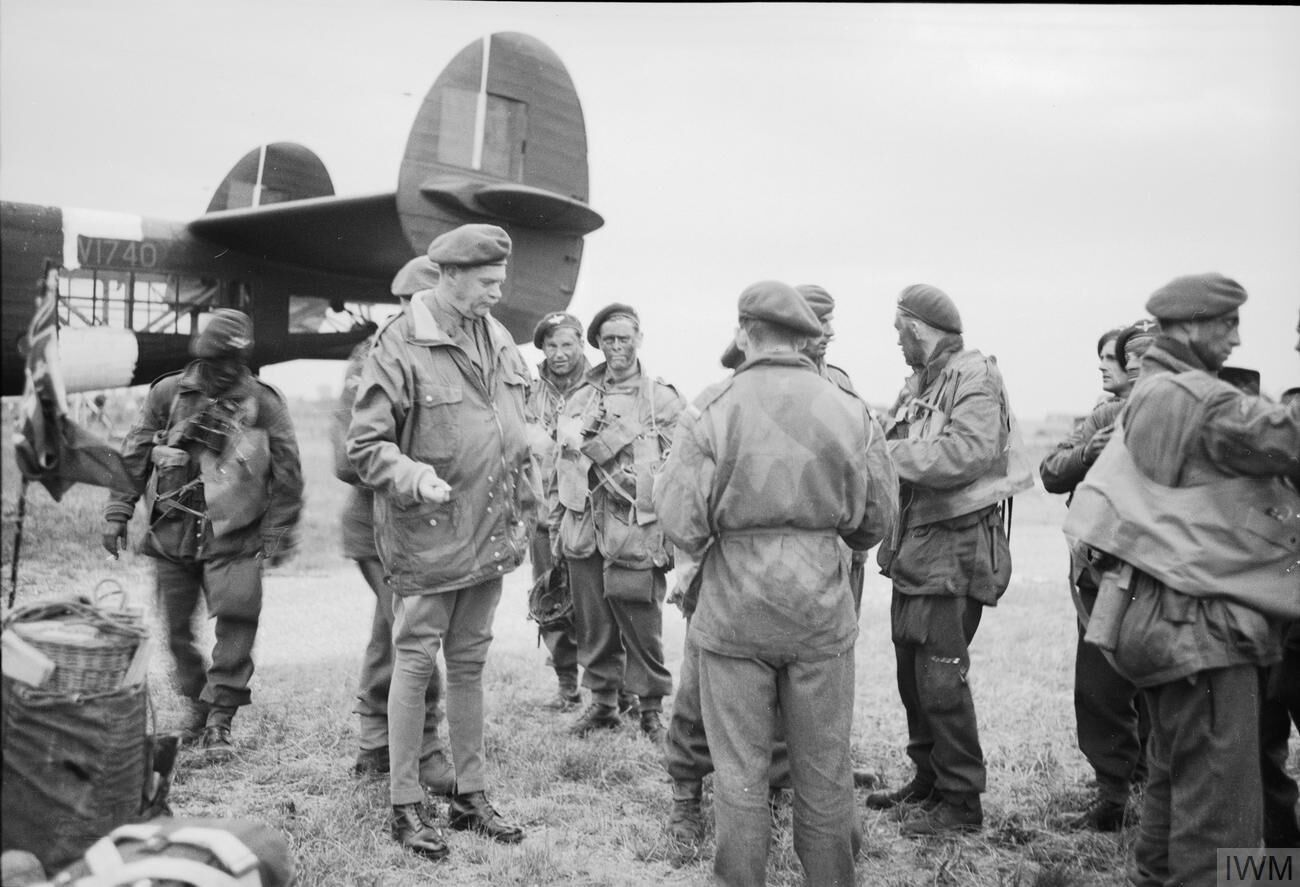
D-デイの前日、第5空挺旅団団員に作戦の説明を行うリチャード・ゲール

もう一つの目標はメルヴィル陣地とそこに設置された大砲で、制圧後速やかに破壊することが要求された。実行部隊は、テレンス・オトウェイ中佐以下、第9空挺大隊であった。
この陣地には4つの砲台があり、上陸部隊の舟艇と人員に砲撃を加えることが可能であった。この脅威を取り除くための最も有効な手段は、連合軍総司令部の見解によれば、空挺降下であった。イギリス軍情報部が把握していた敵情は次の通りである。この陣地には150mm砲が4門あり、コンクリート厚は少なくとも1.8mで上部に土が被せられており、鋼鉄製のドアが隠されている。また、陣地のまわりも重防御となっており、陣地の西と北西360mにわたって幅4.5m・深さ3mの対戦車壕が構築されている。さらに二つの鉄条網があり、鉄製の有刺鉄線を組み合わせたものが高さ2m・幅3mにわたって敷設されている。鉄条網の背後は地雷原となっている。陣地内部への接近道路付近にも広く地雷が埋設されている。陣地内には約160名が配置されており、うち15-20名の歩兵が守備を担当しており、守備隊には4-5挺の機関銃が配備されている。さらに3基の20mm対空機関砲が配備されている。しかしながら、レジスタンスが弾薬輸送列車を破壊しており、弾薬の備蓄量はそれほどないであろうという意見もあった。陣地の指揮所は、ソード・ビーチに近い、陣地の約2kmほど北にあった。

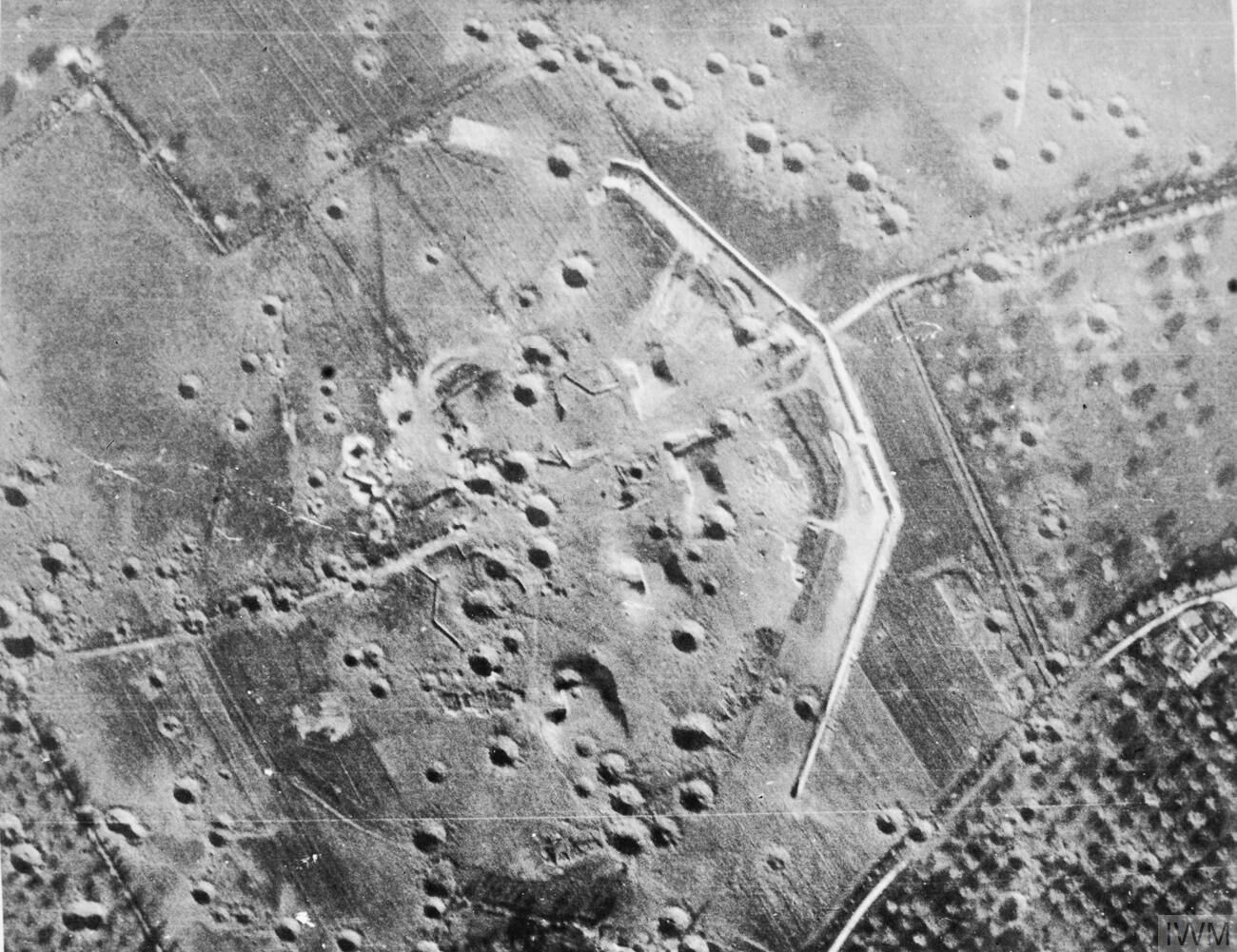
1944年5月に実施されたメルヴィル陣地への爆撃状況。しかし目標を破壊することができなかったため、制圧破壊作戦が計画された

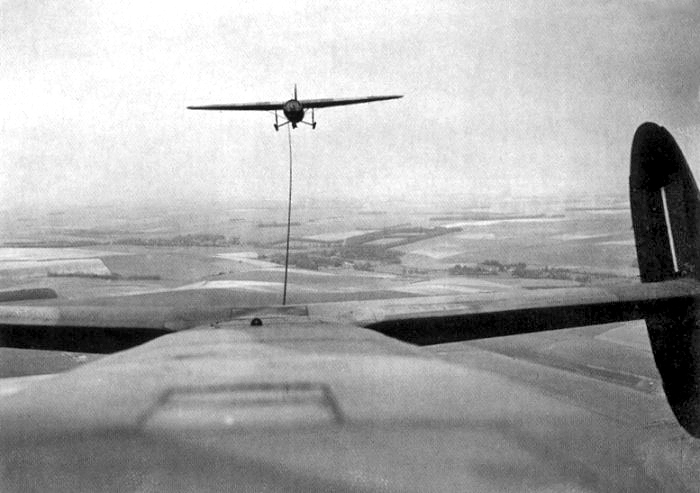
アルベマーレに曳航されるホルサ・グライダー

第9空挺大隊の降下目標地点には、陣地の南東およそ2kmのAZ-V地点が選定された。計画としては、本隊の降下前に、カナダ軍第1空挺旅団が降下して、降下地点を制圧し安全を確保する。そして、斥候として第22独立空挺中隊が、降下地点を本隊（第9空挺大隊）に示すためのユーレカ・ビーコンを設置する。カナダ軍第1空挺大隊A中隊は本隊を側面から援護する。そして陣地の前まで進み、攻撃の準備を行う。そして、0時30分から0時50分の間に、イギリス空軍のアブロ ランカスター爆撃機とハンドレページ ハリファックス爆撃機100機が、635トンの爆弾を投下することとなっていた。
待機していた第9空挺大隊オトウェイ配下の650-785名の兵士達は、主に18-20歳の若者で構成されており、ニューバリーに近いウエスト・ウッドバリーに原寸大で作られた模擬陣地で演習を繰り返し、各隊員は自分が何をしなければならないかを正確に記憶していた。いくつかの部隊はすでに出撃準備のための集合をかけられていた。
集結のための斥候隊も編成され、0時20分に先行降下して集結地点に向かうこととなっていた。斥候隊の任務は重要であった。彼らは本隊が降下すべき地点を指示し、本隊が降下完了するまで彼らとともに見張りを置き、地点を確保する。そしてそれらの状況を指揮官に伝達することとなっていた。本隊の進出方向は、最良と思われる陣地背後からと企図された。
本隊の主力は0時50分に降下を開始する。最初に地雷探知機を装備した部隊が先行し、敵陣のまわりに敷設されている地雷原において地雷を探知し、発見した場合には旗で位置を表示する。この作業の時間節約のため、部隊は分隊に分けられた。移動開始は2時35分とされた。本隊は敵陣から500ヤード（約457m）の位置に布陣し、4時10分から20分の間に集結する。A中隊および第591空挺工兵中隊は3機のホルサ・グライダーに分乗し、陣地に固定された砲を破壊するための爆薬と点火装置を携行していた。また、迫撃砲1門で援護射撃を行うこととなっていた。攻撃開始2分半後に信号弾を発射し、それを合図に、正門も含めたあらゆる位置から一斉射撃を行う。さらに2分半後にはグライダーが陣地内に強行着陸を行い、これを合図として迫撃砲の援護射撃を終わらせる（この間、迫撃砲は持続射撃を行うこととされた）。B中隊は鉄条網を破壊し、その上でC中隊が陣地を攻撃する。
もし5時30分までにオトウェイの部隊から使命達成の連絡がない場合、イギリス海軍の軽巡洋艦アリシューザが艦砲射撃を開始することとされた。

### ディーヴ川・ディヴェット川の橋梁破壊

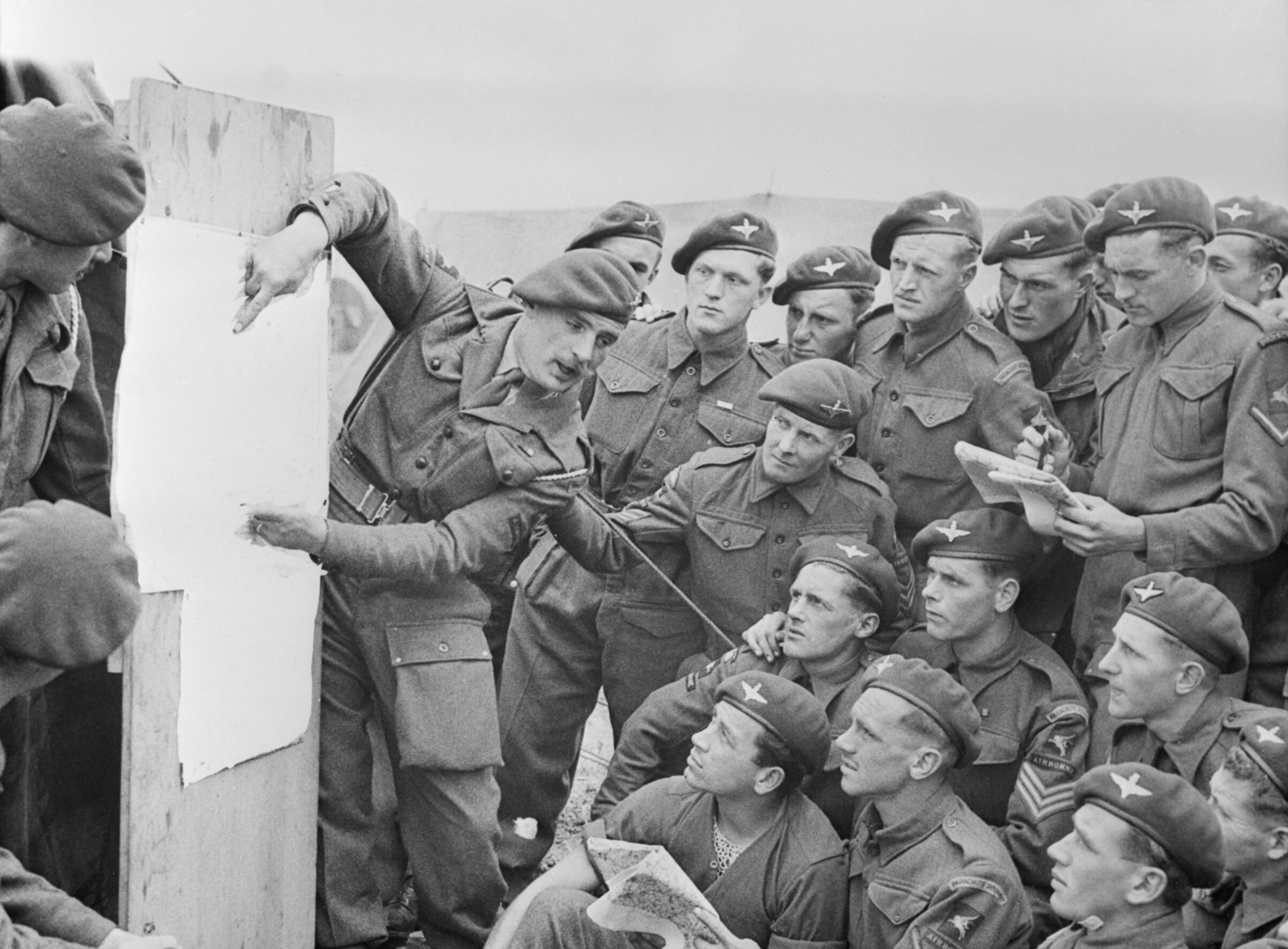
6月5日午前4時に作戦説明を受ける第6空挺師団の兵士達

ディーヴ川とディヴェット川の後方に位置するドイツ軍部隊が、イギリス軍・カナダ軍空挺部隊とソード・ビーチ上陸部隊に対して、組織的な反攻を行うことが予想された。このため、カナダ軍第1空挺大隊と、イギリス軍第8空挺大隊には、この二つの川に架かる橋を爆破する使命が課せられた。
爆破の後、ランヴィルから南東へ約5kmの地点にあるバヴァンの森経由で、二つの小さな町、ランヴィルから南東へ約3kmのル・メニルと、ランヴィルから北東へ約3kmのル・プレインに戦線を拡大することも命令されていた。

### 作戦後の行動計画
計画では、6月6日7時30分、上陸時の東側面を確保されたソード・ビーチにイギリス軍第3師団が上陸を開始。上陸後にロヴァット卿率いる部隊が東方面に展開し、午後までに橋を渡りベヌーヴィルに到着することとなっていた。コマンド部隊は、北のサルネルからフランスヴィル・ラージェまでの敵抵抗勢力を排除することが目的とされた。

### マラード作戦
6月6日の夕刻には、第6空挺師団のほとんどが装備とともに降下を終えた後、兵員と弾薬を補給し、N降下地点とW降下地点を完全に掌握し、軽戦車と砲兵部隊をグライダーで空輸して戦果拡張を図る予定であった。この二つの降下地点が優先であったが、グライダーの容量制限を超えるため、これ以上の人員・武装の空輸は難しい。そこで、一部の部隊はノルマンディー海岸から上陸しなければならなかった。

### 作戦計画の障害
イギリスの情報機関は、この作戦を翌月以降に実施した場合、ノルマンディー海岸とその後背地の兵力が増強されると想定した。特定地点の偵察結果によると、グライダーの着地を妨げるための木製・鉄製の障害が開けた地形に設置されていることが判明した。当初は、ノルマンディーへの上陸はあくまで仮定であり、情報機関内では北フランス全体を想定していた。「ロンメルのアスパラガス」というあだ名の、鉄の杭を組み合わせたベルギー式対戦車障害が設置され、着陸のための大きな脅威となっており、またいくらかの地雷の設置が予想された。これらの理由により、第591工兵中隊の参加が決定された。同中隊は第一派として歩兵とともに空挺降下を実施し、これら障害を排除し、グライダーの着陸が可能なようにすることが求められた。
他方の側面では、川の氾濫による湿地帯が、空挺降下部隊にとって致命的な障害であると想定された。これら湿地帯は、第3空挺旅団の主力が降下する予定であるAZ-V降下地点に非常に近い地点にある。

## ドイツ軍側の情勢

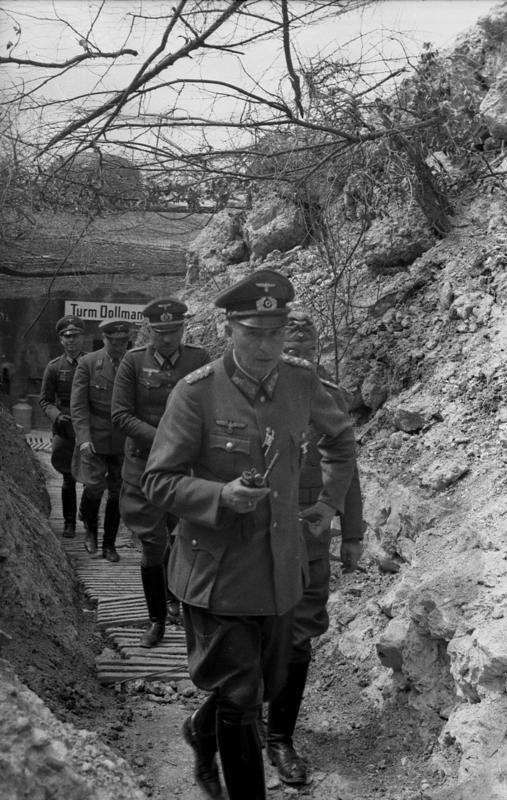
ドイツ軍B軍集団第7軍指揮官、フリードリッヒ・ドールマン将軍

この作戦の実施地域は、ちょうどドイツ国防軍B軍集団の第7軍と第15軍の二つの軍団の責任境界線をまたぐ形になっていた（軍集団 - 軍 - 師団という構成となる）。連合軍は、彼らが守備責任について混乱するであろうこの境界線の位置を、意図的に選んだ。ドイツ軍の全ての部隊は、広い地域に散在していた。連合軍の盛んな欺瞞作戦も奏功し、ドイツ軍は連合軍がイギリスから最も近いパ・ド・カレーから上陸すると確信しており、そこへ上陸を阻止するための戦力を集中させていた。それ以上に、ドイツ軍は連合軍が晴天の日に上陸するであろうことを、過去の戦況からも確信していた。
1944年6月5日・6日の天気予報は悪天候と予想されており、このため多くの将官が持ち場を離れていた。B軍集団第7軍の指揮官、フリードリッヒ・ドールマン将軍は、5日から他の将校とともに、机上演習のためレンヌ（カーンの南西約100km）にいた。北フランスを守備するB軍集団の総指揮官エルヴィン・ロンメル陸軍元帥も、6月6日には妻の誕生日を祝うためにドイツに戻っていた（ヒトラーにSS機甲師団の指揮権委譲を求めるためだったとも言われている）。
ノルマンディーには第352、第711、第716歩兵師団が展開していたが、いずれも主力はイギリス軍第6空挺師団の降下地点から遠かった。また、ナチス親衛隊のフリッツ・ヴィットが率いる第12SS機甲師団"ヒトラー・ユーゲント"、および、1944年5月8日に編成されたばかりのエドガー・フォイヒティンガー将軍が率いる第21機甲師団（注：北アフリカでの第21師団とは無関係）、計約2万名が作戦の障害となると想定された。第12SS機甲師団"ヒトラー・ユーゲント"の隊員は、せいぜい17歳程度の若者ばかりであり、またトンガ作戦の実行区域へ移動するには少なくとも12時間を要した。しかし、第21機甲師団はカーンの南に配置されており、これは連合軍にとってかなりの脅威となるものと想定された。

## 作戦の実施状況

### ペガサス橋及びホルサ橋の制圧

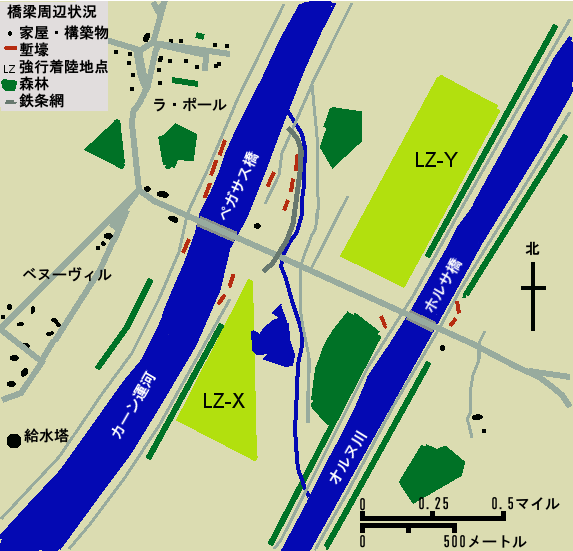
橋梁（ペガサス橋とホルサ橋）の状況図

6月5日夜から、ハワード少佐率いるD中隊およびB中隊はLZ-X、LZ-Y着陸地点に向かうための準備を開始した。これらの部隊はハリファックス爆撃機に曳航されたホルサ・グライダー6組に分乗し、タラント・ラッシュトン空軍基地から出発した。グライダーはメルヴィルの東、ノルマンディー海岸上空、高度1,900mで切り離された。ハリファックス爆撃機はそのままカーンに向かい、ドイツ軍の警戒を逸らすためにセメント工場の爆破に向かった。
6日0時16分、ハワード少佐および第1小隊を載せた1番機（グライダー92号）は、目標となるペガサス橋からわずか47ヤードの地点に着陸した。着陸時、最初の鉄条網を突破した時点で急停止したため、乗員は衝撃で意識不明となったが、すぐに意識を取り戻し行動に移った（もう1機のグライダーは、ハワード機のすぐ横に着陸した）。部隊の4分の1がこれら二つの橋の直近に着陸したのに対し、他の機は滑走して6名が行動不能となった。しかしながら、ドイツ軍の橋梁守備隊は、これらのグライダーを目撃しなかったか、あるいは撃墜された機だと思い、全く反応しなかった。以前にも爆撃機が墜落する際の破片の衝撃音を聞いていたためと考えられている。

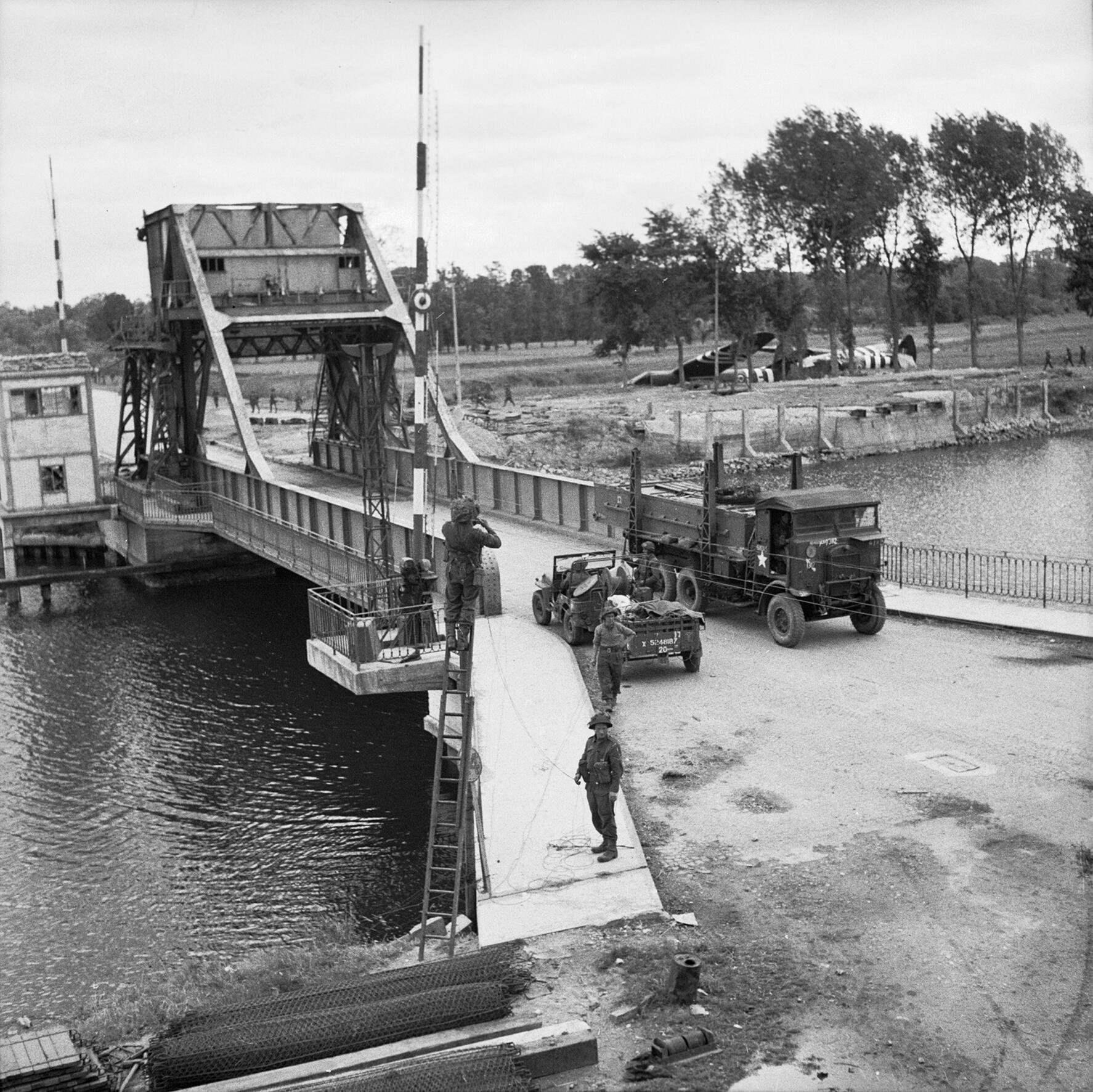
占領のしばらく後のペガサス橋

イギリス兵は川の東側にある、機関銃を備えた堅牢な監視所に手榴弾を投げ入れ、攻撃を開始した。その直後に橋を攻撃した。デン・ブラザーリッジ大尉はいったん橋の西側に手榴弾を投げたあと、監視所にも手榴弾を投げ入れた。この間、数名の部下が敵の機関銃手を射殺したが、この攻撃中に大尉は首を撃たれ重傷を負い、結果的に彼はD-デイに敵の火力によって死亡した最初の兵員となった。最初の部隊が監視所と橋を攻撃している最中に第2小隊の乗る2番機が着陸し、第1小隊への助攻となった。3番機の第3小隊はそれほど幸運ではなく、着陸時に突然停止したためグライダーの胴体が外れ、12名が残骸に取り残され、1名(Fred Greenhalgh下級伍長)が近くの池にはまり溺死した。第3小隊の指揮官スミス中尉は着陸時に負傷し、さらにドイツ兵の投げた手榴弾により負傷したが、指揮を続け、数分後に戦死した。しかし彼の部下が、橋の西側の確保に成功した。これらの戦闘の間、第249野戦中隊付きの工兵が銃火を無視して橋を探索し、導火線と起爆装置を発見し、これを撤去した。ドイツ軍は明らかに橋の爆破を準備していたが、フランスのレジスタンス活動や偶然の爆発により橋が崩落することを恐れ、実際には爆破物は仕掛けられていなかった。ドイツ兵は急襲の衝撃を克服したあと、激しく反撃してきたが、その時点で敗北は明らかであった。発砲が静まったため、ハワード少佐は勝利を確信した。結果、D中隊の2名が橋梁占拠の戦闘中に戦死し、14名が負傷した。こうしてペガサス橋の安全は確保され、成功を意味する暗号「ハムとジャム（Ham and Jam）」が送信された。

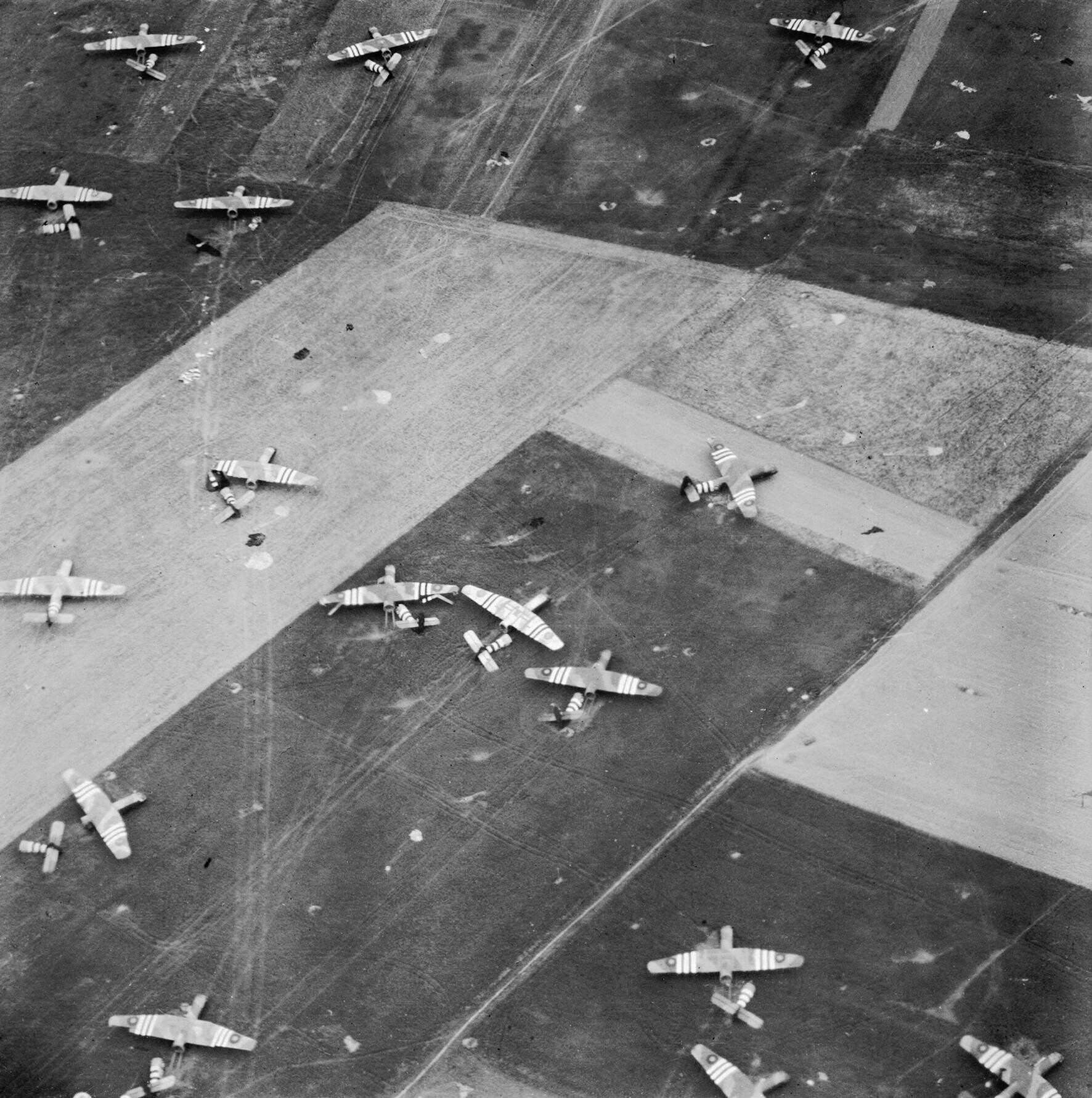
AZ-N地点に降下したグライダー群、大きな貨物を取り出すため胴体後ろを分離している

ホルサ橋は、グライダー2機の2個小隊によって10分以内に損失なしで確保され、すぐに防護態勢が取られた。フォックス中尉率いる第6小隊は、最初に着陸して攻撃を開始した。しかし、この時までにペガサス橋で戦闘が起きていたので、ドイツ兵はそちらに警戒していた。幸いにも彼らの防御能力は1箇所の機関銃陣地だけであり、第6小隊が見えた時に2-3発のむだ弾を発射した後、第6小隊の正確な迫撃砲弾を受けて逃亡した。直後に第5小隊が到着したが、彼らはこの時すでに橋が確保されていることを知らなかった。もう1機の第4小隊のグライダーは、目標降下地点から約13km離れた地点に着陸した。この機の乗員は苦闘し、4名が死亡した。
ノルマンディー海岸からの上陸部隊に対しドイツ軍第21機甲師団が本格的な反攻を行った場合、上陸部隊がほぼ無防備な状況となることを防ぐため、制圧部隊はこれらの橋の占拠後、守備を強化する使命を持っていた。鹵獲した軽装甲車によりドイツ軍の反攻を阻止した。
強行着陸部隊の方は成功裏に作戦を遂行したものの、空挺降下部隊はノルマンディーの広い地域に拡散してしまった。3時頃に第7空挺大隊が到着し、援護を行った。この二つの橋の付近に集結した兵員は600名余で、迫撃砲と機関銃が行方不明となっていたが、大隊は6月6日のあいだ中、この地点を守り通した。特に第7空挺大隊のA中隊はベヌーヴィルの近くの村に拠点を置き、最も激しい戦闘を行った。
ドイツ軍の機甲部隊指揮官ハンス・シュミット少佐は、頭上でグライダーが切り離されたのを目撃し、部隊が孤立するのを恐れ、後退命令を下した。
6日の終わりには、ロヴァット卿率いる第1特殊作戦旅団の最初の小部隊が、22歳の 'Mad Piper' ビル・ミーリン二等兵の演奏するバグパイプの音色とともに到着した。彼らの使命は橋の東を援護することであった。第7空挺大隊A中隊は6日21時まで持ちこたえた。第2歩兵連隊ロイヤル・ウォーウィックシャーが海岸から上陸して、ベヌーヴィルで戦闘を継続したが、A中隊は死傷者が多かったため大隊から分離された。生存していたA中隊の20名は継続して制圧を続けた。
7日13時頃、第1特殊作戦旅団の残りが到着し、第3歩兵師団は解散した。この後も、第6空挺師団はこの地域を守備し続けた。

### メルヴィル陣地の制圧と破壊

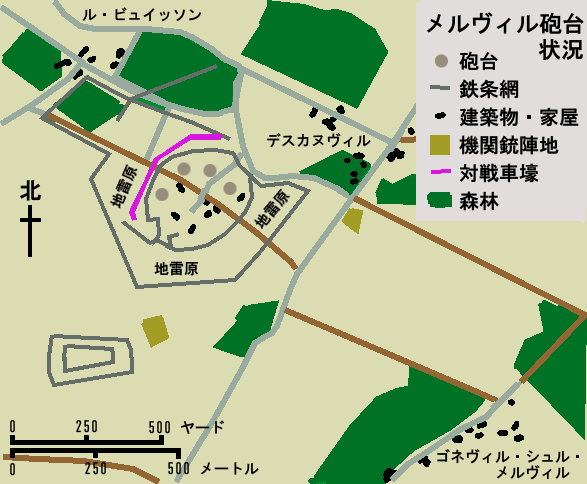
メルヴィル陣地の状況図

オトウェイ中佐率いる第9空挺旅団の部隊員は、広い範囲に散在した。おそらくは最初に少人数ずつ集まって集結地点を目指したが、ドイツ軍に発見されるのが早すぎたなどの理由で作戦参加不能とみなされた。奇襲攻撃に参加できたのは、確保された集合地点に2時50分に到着できた150名だけであった。
さらに、作戦遂行に必要なジープ、対戦車兵器、迫撃砲、地雷探知機、衛生兵、工兵、海軍への連絡係が補給地点に集結できていなかった。彼らは陣地近くのゴネヴィル・シュル・メルヴィルまで移動し、空軍による爆撃を待ち、その後メルヴィル陣地を破壊、もしくは少なくとも損害を与えるつもりであった。しかしながら、空軍は爆撃目標を見失ってしまい、代わりにゴネヴィル・シュル・メルヴィルに爆撃を行い、イギリス軍部隊を混乱させた。
グライダーの1機が、20mm対空砲による銃撃でコースを逸らされた。しかしオトウェイは、計画よりもはるかに少ない兵員と装備という事実にもかかわらず、陣地を攻撃することを決断した。兵士アラン・ジェファーソンは、次のように回想している。「私はオトウェイを凝視していた。彼は冷蔵庫から出した死体のように白く、気分がすぐれないように見えた」。直後にオトウェイは言った。「私は選択肢を二つ持っている。撤退するか、攻撃するか。しかし、仮に私が友人の前に立った時、彼に諦めたと言いたくはなかった。だから、私は攻撃することにした」。

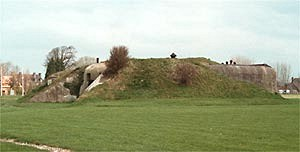
メルヴィル陣地の跡

4時30分頃、オトウェイは集結した人員を4個の攻撃部隊に再編成した。彼らは陣地を背後から攻撃した。陣地を囲む鉄条網はオトウェイ配下の兵が切断した。パリー少佐に率いられたA・C中隊が地雷原に二つの経路を作るため、地雷探知機なしで地雷の発見と信管の除去を行った。しかし、彼らが上方に進出した際、ドイツ兵に発見されて、6挺の機関銃による銃撃を受けた。大隊が使用できる唯一のヴィッカース機関銃が持続射撃を行う間、ナイト軍曹率いる小部隊は正門前で3挺分の機関銃手を銃剣と手榴弾で制圧した。ナイト軍曹はその後自在に動き回り、陽動を行ってドイツ兵の注意を逸らした。
この戦闘中、2機のグライダーが陣地に接近しつつあった。しかし、彼らはユーレカ・ビーコンがうまく作動しておらず、爆撃の煙が充満していたため、着陸地点を見失ってしまった。このため、グライダーのパイロットは肉眼だけで操縦を行っていた。うち1機は目標地点から約3.2キロ離れた村の近くに着陸してしまった。これが発見されて銃撃を受けている際、もう1機のパイロットはドイツ軍機関銃曳光弾の曳光から陣地を発見し、陣地から約700mの地点に着陸した。着陸の衝撃でグライダーは破損し、数名の兵が負傷したが、彼らは陣地に向かって行進していたドイツ兵を見つけ、待ち伏せ攻撃を行うためすぐにグライダーを降りた。

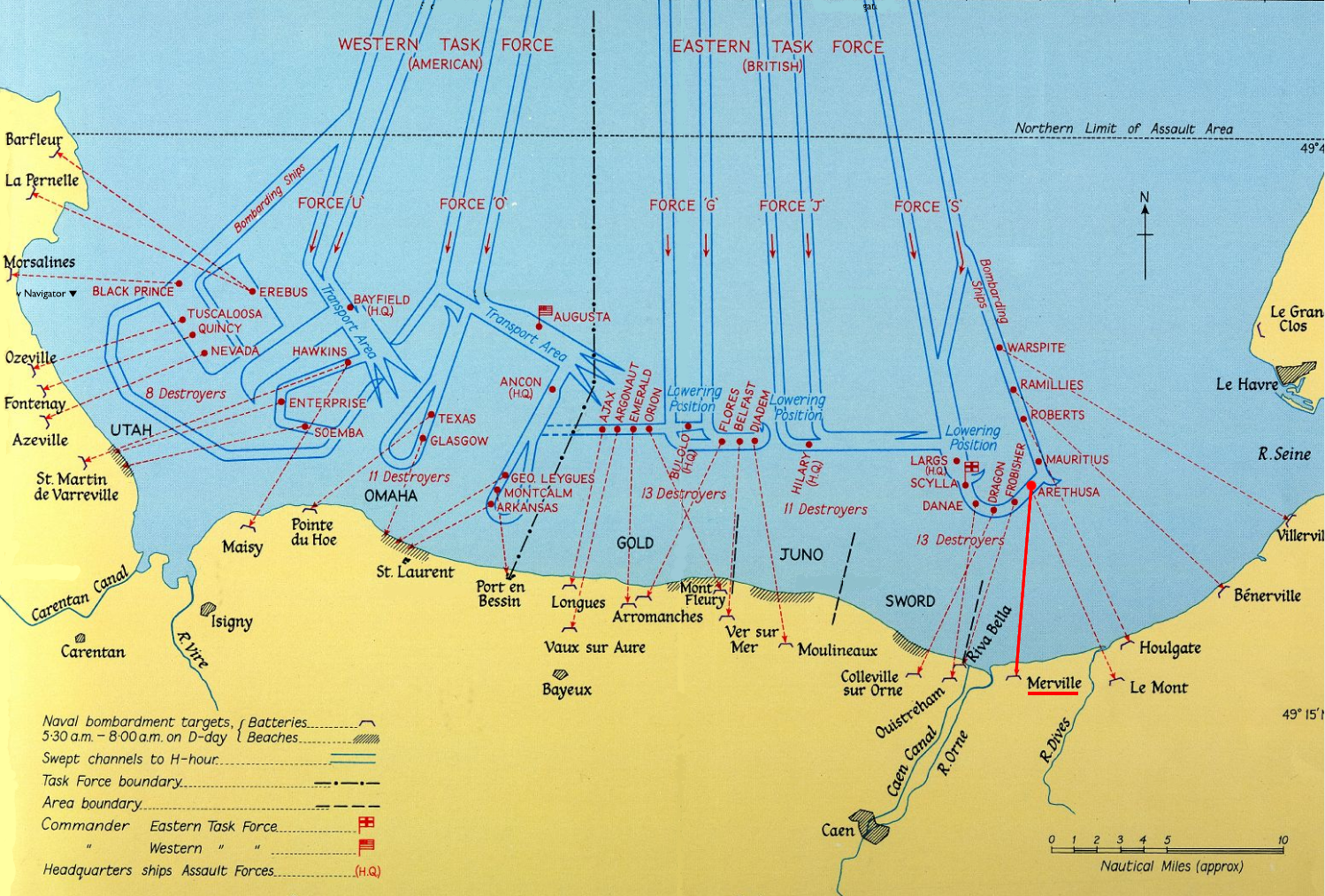
軽巡洋艦アリシューザとメルヴィル陣地の位置関係

オトウェイは軽巡洋艦アリシューザに、無線で陣地への砲撃を要請しており、アリシューザはすでに要請に応じていた。このため、イギリス兵は陣地からいったん撤退した。これは陣地を再び取り戻すため、地下壕に隠れていたドイツ兵が地上に姿を現すのを待つためである。そして、ドイツ兵が外へ出てきた際にアリシューザが砲撃を始めたが、これは地上のイギリス兵にとっての砲撃支援となった。
グライダーが到着したため、オトウェイ中佐は攻撃命令を出した。パリー少佐は笛を鳴らし、鉄条網を爆破するため、部下にバンガロール爆薬筒を発破させた。直後に4個の部隊は突撃を開始した。暗闇では際だった経路が見えず、何名かが地雷原に迷い込んだ。ドイツ兵は3挺の機関銃を発砲したが、すぐにブレンガン射手と狙撃手により制圧された。敵の砲火と地雷の爆発の中、腰だめ射撃と手榴弾で応戦しながら陣地に突入した。これは一種の奇襲攻撃となったが、ドイツ兵はすぐに態勢を立て直し、まず全域を照らすために照明弾を打ち上げた。さらには隣のカブール陣地に対して、地雷原に対して砲撃を要請したほどであった。
オトウェイは最終的に砲を破壊するために、彼の予備部隊に最後の機関銃手の制圧を命令した。次に陣地内に進入し、敵砲兵を次々に制圧した。工兵と爆発物が届いていなかったため、部隊員が持っていた対戦車高性能爆弾ギャモンを使って砲を爆破した。
陣地から2km北の地点の指揮所があり、ドイツ軍駐屯部隊の指揮官ライムント・シュタイナーと、22歳の電話交換手、電気技師・測量技師が詰めている指揮所が、運河を監視していた。イギリス兵とカナダ兵は、この指揮所を奇襲した。4時頃まではシュタイナーが電話で襲撃ごとに報告を受け、命令を行っていたが、奇襲部隊はこの指揮所を奪取したあと、そこにそのまま籠城した。イギリス兵は指揮所の中で、ドイツ軍の「劣勢である」という電話報告を聞いていた。
5時には、陣地はイギリス兵が制圧しており、周囲は虐殺の様相を呈していた。最終的にイギリス空挺隊員は65名が戦死、30名が負傷、22名が捕虜となった。また、本日に至るまで190名が行方不明となっている。一方、ドイツ軍陣地に詰めていた兵は少なくとも130名が死亡、生存者はわずか6名であった。
作戦終了後に、砲座に据えられていた砲が、150mm砲ではなく旧式の100mm砲であったことが判明したが、上陸部隊の脅威は明確に取り除かれた。メルヴィル陣地への攻撃は、少人数による攻略作戦として、空挺師団の歴史で最も優れたものの一つと考えられている。

### ディーヴ川・ディヴェット川の橋梁破壊

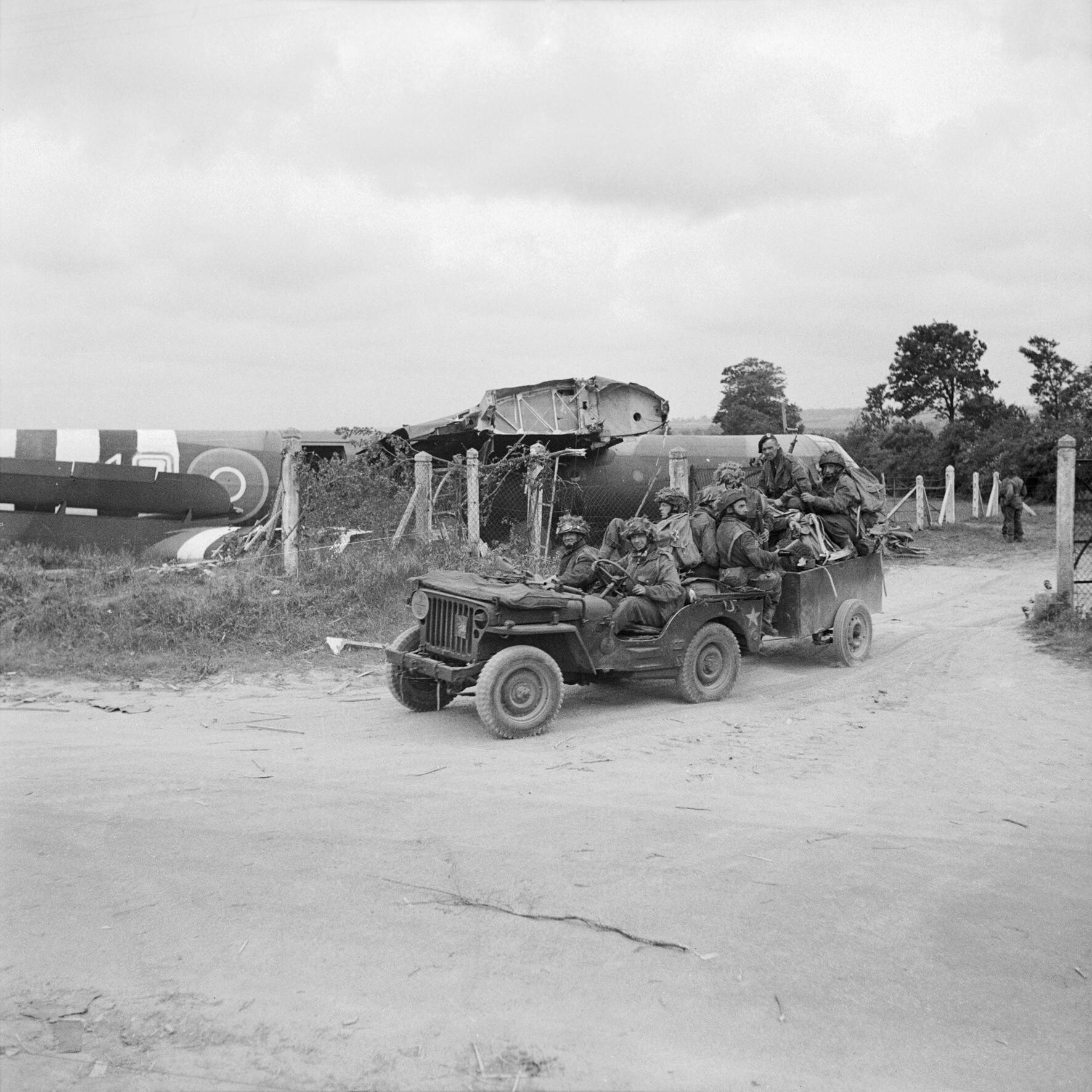
AZ-N地点に着陸し、背後に写っているホルサグライダーからジープを引き出し移動する第6空挺師団の兵士達

橋梁の破壊は、イギリス軍第3空挺工兵小隊に任せられ、カナダ軍第1空挺師団が援護することとなった。
カナダ軍第1空挺師団の兵士は、着地した後すぐにいくつかの使命を達成しなければならなかった。
A中隊はメルヴィル陣地の制圧作戦において、第9空挺大隊の側面を助攻する必要があった。しかしながら、そのためには着陸のすぐあとにゴネヴィル・シュル・メルヴィルを通らなければならなかった。到着した時、ちょうどイギリス空軍が爆撃を行うところであったため、できるだけ早く隠れる場所を探さなければならなかった。その直後に、城郭に詰めていたドイツ軍の小部隊から銃撃を受けた。いったんこの部隊を制圧してから、メルヴィル陣地の側面を攻撃するために移動を開始した。A中隊は結果として第9大隊を助攻し、休息ののち、ル・メニルまで移動した。
B中隊は第3空挺旅団から随伴兵として工兵小隊を割り当てられ、ロベオムの近くの橋を爆破する使命を受けていた。4つの目標地点のうち3つは3.2kmほど離れており、ドイツ兵が多く散在し、かつ湿地帯であったため、小規模な戦闘が発生した。3個小隊のうち2個小隊は湿地帯に着陸し、第3小隊はそのために多くの武器と装備品を廃棄せざるをえなくなったが、抜け出すことができた者は集結地点を目指した。不運な何名かは溺死した。第3空挺旅団と、その内の第8空挺大隊の部隊員は、最大で約11km離れた地点に降下した。トスランド中尉が5名の工兵を率いて降下し、集合地点までの間で会った女性フランス人レジスタンスに、橋まで案内された。橋においては、フラー少佐がB中隊の指揮を執った。しかしながら、爆破に必要な爆薬はまだ到着していなかった。一人の軍曹が、空挺降下部隊員が持参していた対戦車爆弾ギャモンから爆発性物質13kgを取り出し、その場で爆発物を作って橋を爆破しようとした。結果、崩落はしなかったものの、明らかに破損は与えることができた。6時頃、他の兵とともに集合途上で落ち合った工兵が、爆発物をともなって到着した。集まった90kgの爆薬は、橋を破壊するのに十分であった。
C中隊はフランスに降下した最初のカナダ人達であった。彼らは斥候とともに本隊降下の1時間半前、正確に降下目標地点DZ-Vに降下する必要があった。その理由は、ドイツ軍の司令部を攻撃するため、および、ヴァラヴィルの村の背後に集結し、橋の攻撃に移るためであった。ディベット川に架かる橋を爆破することが使命であるが、これを実施することでこの地域を占領することが容易となる。

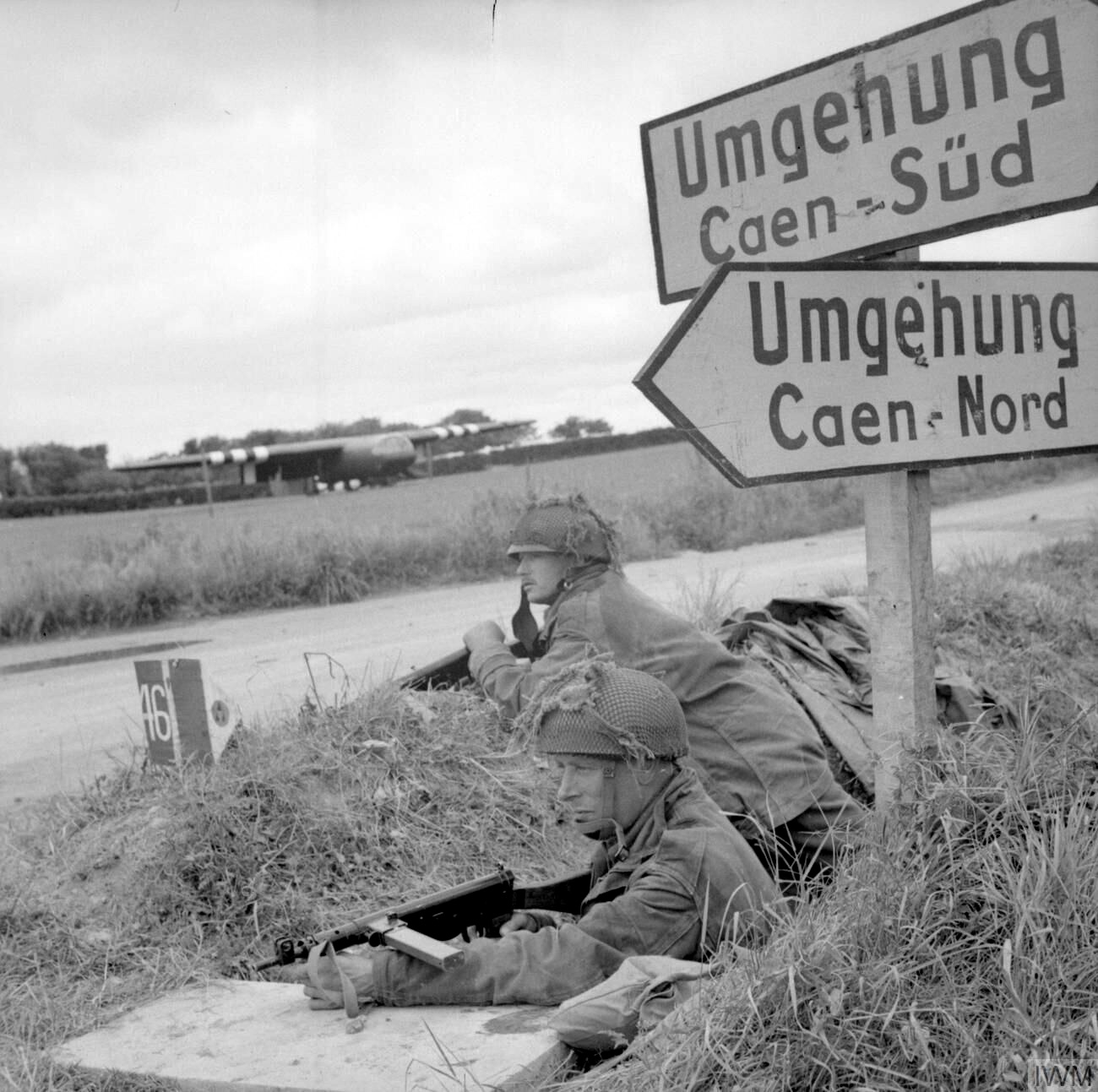
6月7日にランヴィルの脇道で守備を行う第6空挺師団の兵士

マッデン中尉とその部下は、パイロットがディヴェット川とオルヌ川を見間違えたため、遠く広い地域に散在してしまった。彼らはソード・ビーチから1.6kmほどの地点に降下した。マクラウド少佐は結局10分間に部下15名を発見した。ヴァラヴィルに移動する途中で、彼らは信号を正確に送信した。このためイギリス空軍機はメルヴィル陣地を正確に爆撃することができた。しかし、若干の機は間違えてDZ-V地点付近に爆撃を行ってしまい、待機中の兵に混乱をもたらした。
マクラウド少佐は敵の警戒を招かないように、はぐれた他の部隊の兵を集めながら、目標地点を目指した。彼らが攻撃を準備していた際、敵の75mm砲を発見し、そちらへ向かった。射撃弾が弾薬箱に当たり、敵兵数名が死亡した。その際、マクラウド少佐は重傷を負った。この戦闘は10時頃まで続いた。結果ドイツ軍の駐屯部隊46名が射殺された。1時には、バイル中尉と部下の工兵が橋の爆破に成功した。
第8空挺大隊は予定よりも約11km西に降下しており、他の降下部隊と集結するために大きな困難を伴った。彼らはダコタ輸送機から空挺降下したが、1個のユーレカの設置場所が誤っていたために、14名が目標地点でない場所に降下した。彼らはAZ-K地点の偵察隊と合流し、6.5km北のAZ-N地点で残りの空挺部隊員37名と合流した。
3時30分には、141名が目標地点に到達していた。アラステア・スティーブンソン中佐は、この兵力をトロアルンに移動させた。彼は、道に2門の対戦車砲を設置し、西からの敵車両に備えさせた。この部隊は、数時間後に第21機甲師団の戦車6輌を撃破した。第8空挺大隊はトロアルン攻略には兵員不足で、小さい町から1.6kmほど北のバヴァンの森で持ちこたえた。第3空挺小隊の少人数が、ビュールの近くの2つの橋（道路橋と鉄道橋）を破壊するためにコマンド攻撃を実行に移し、9時15分頃に破壊に成功した。

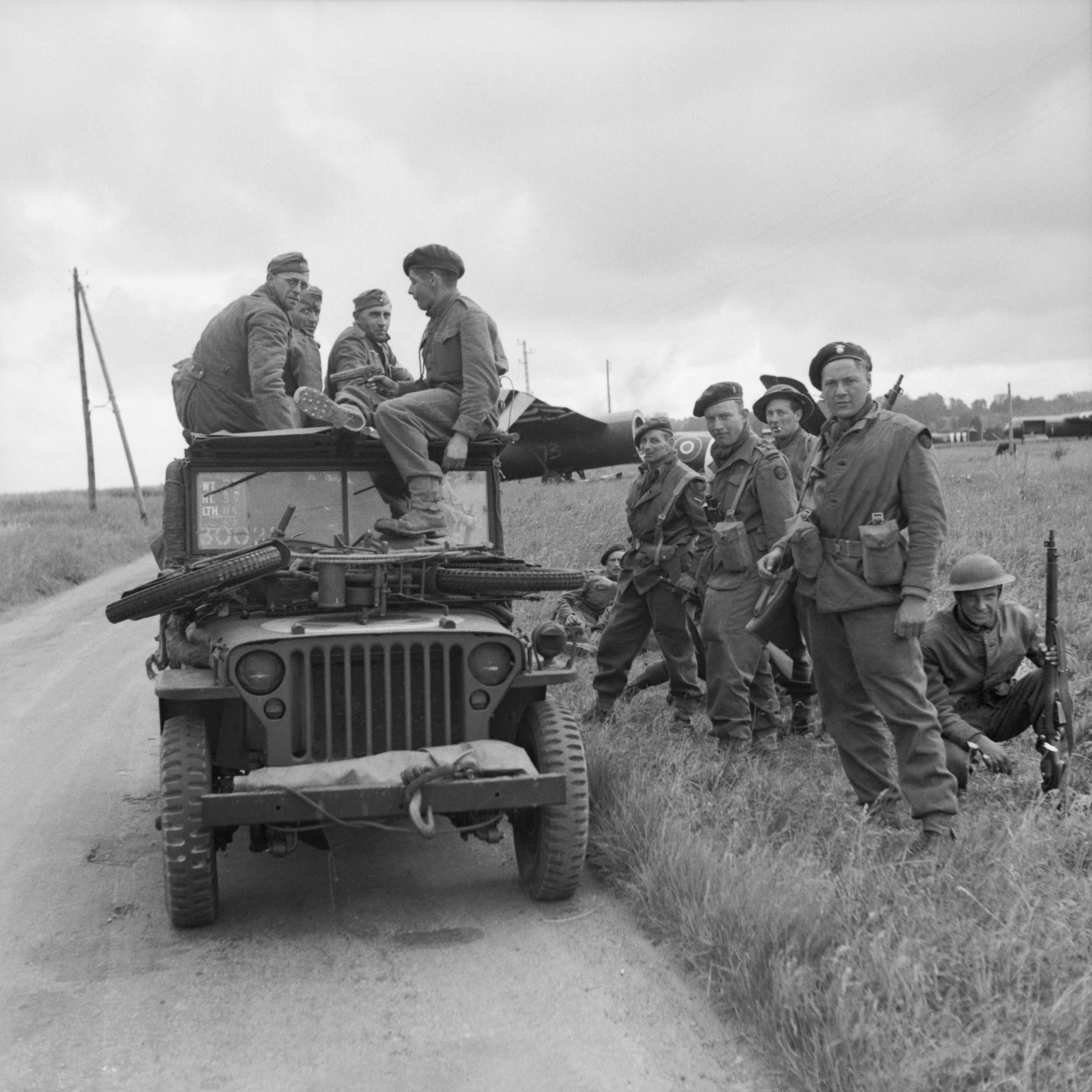
ドイツ軍の捕虜を屋根に乗せ移動する第1特殊作戦旅団の兵士、ランヴィルの近く、6月7日

第3空挺中隊長ジョン・コーチ・アダムス・ローゼヴェアーレ少佐は、第8空挺大隊の状況を把握していなかったため、ジープを使いトロアルンへ向けて連絡を試みた。彼は小さい町経由で正確に走行したが、途中ドイツ軍の銃火を引きつけたため、何かあったに違いないと考えていた。カナダ兵は高速で走行するジープから応戦したが、一人が妨害を受けた。急カーブを曲がった際にピーチー軍曹が車から投げ出され、すぐにドイツ軍に拘束された。ローゼヴェアーレ少佐は橋の手前の小さな町に到着した。彼らは輸送してきた爆発物を橋に設置し、5時頃、橋の中央に6m以上の穴を開けることに成功した。
第8空挺大隊はトロアルン制圧のための人員が揃っておらず、攻撃が開始できずにいた。やがてA中隊の約半分の人員が、迫撃砲と機関銃を伴って到着した。ビュール攻略部隊も合流したので、ピアソンは彼らをまとめて混成部隊を編成した。第3空挺旅団はバヴァンの森の南を防御地点とした。これら二つの部隊はドイツ軍から2度の発砲を受けたが、短時間のうちにこれを制圧し、一部を捕虜とした。混成部隊の一部が橋に向かったが、すでにローゼヴェアーレによって破壊されたものと確認したにもかかわらず、この橋を確実に使用不能とするために、さらに爆破を加えた。

### ドイツ軍側の反応

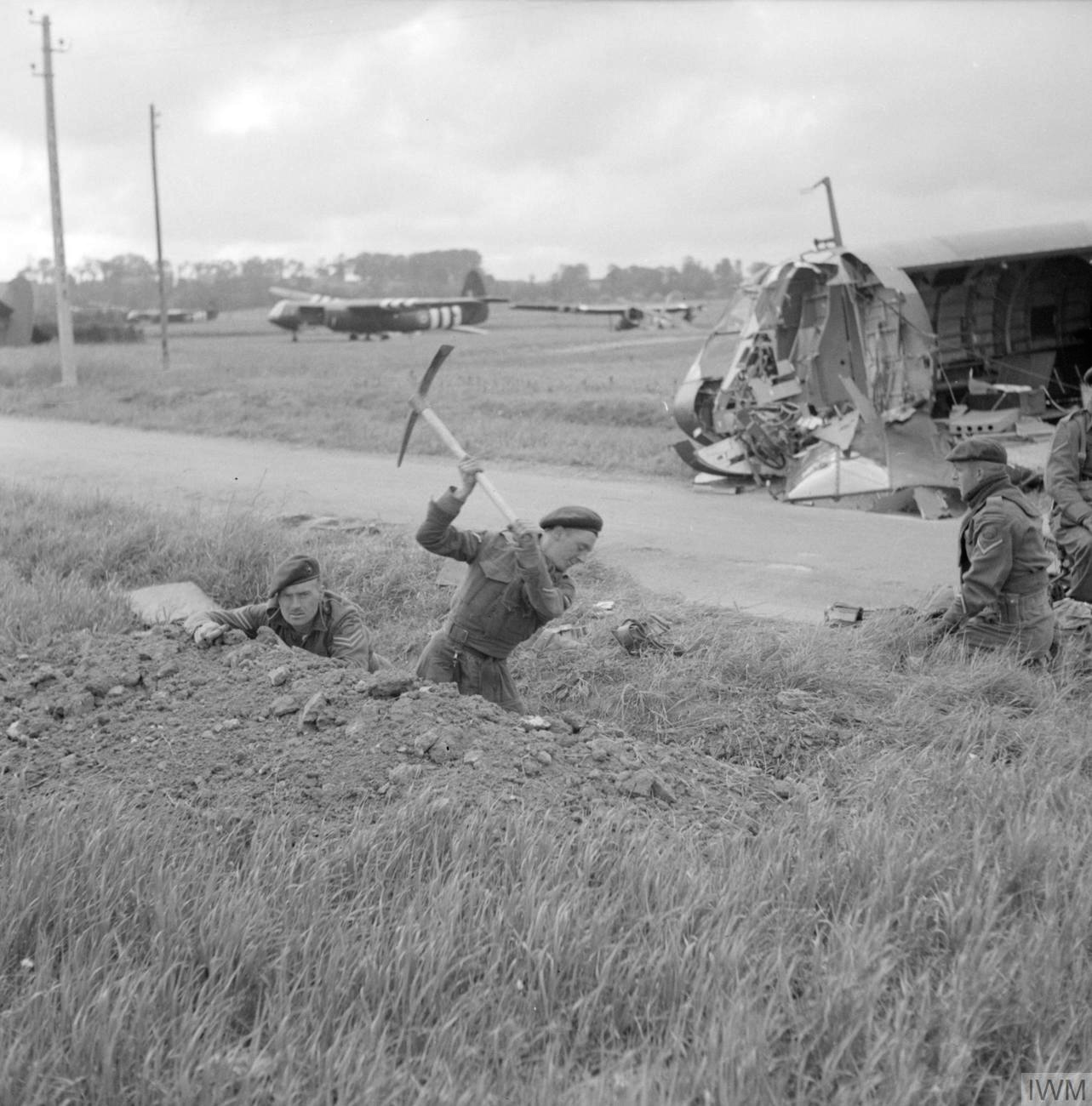
オルヌ川の近くに塹壕を掘る第1特殊作戦旅団の兵士、6月7日

ナチス親衛隊の武装親衛隊（この戦域においては第12SS機甲師団）は、アドルフ・ヒトラーの指示なしで動かすことはできなかった。ナチス親衛隊はドイツ国防軍とは別組織であり、指揮系統も明確に異なるためである。しかし、総統大本営作戦部長から「ヒトラーは睡眠薬を使いずっと眠っており、起こすことはできない」という返答があったため、この師団は反攻に参加させることができなかった。
また、当初の一連の動きは、ドイツ軍が上陸地点と確信していたパレ・ド・カレーに対する欺瞞・陽動作戦として低く見積もられた。レジスタンスが既にドイツ軍の電話・電信連絡網を破壊していたため、連合軍の動きについては少数の情報しか届いていなかった。さらに、連合軍はルパート Rupert と名付けられた、降下兵を模した銃撃音を発する人形をノルマンディー全域に散布していた。同じく、この人形から離れた位置に6名のイギリス陸軍SAS兵士が降下し、ドイツ軍部隊に対して何度も場所を変えつつ奇襲攻撃をかけていた。これらの欺瞞作戦は、ドイツ軍を混乱させるのに成功した。空挺降下を見破られないために、連合軍の爆撃機は各所に爆撃を行い、ドイツ軍に本当の目標地点を想定させるのを困難にした。さらに、作戦の実行部隊が本来の着地地点とは違った地点に降下してしまったため、目標地点にたどり着くまでにドイツ軍と小規模な戦闘を繰り返したことも加わった。これらを通して、ドイツ軍は連合軍の本当の目標地点から完全に注意を逸らされ、誤った領域に兵力を集中配備した。
やがて、フランス奪還作戦が始まったことが、ドイツ軍側で明らかになりつつあった。彼らがどれほど欺瞞作戦であると確信していたとしても、パ・ド・カレーの領域（および、アメリカ軍第82・第101空挺師団が降下したサント・メール・エグリーズ付近）で戦闘が始まったことは事実であったためである。それでも、ドイツ軍の若干の将校は、パ・ド・カレーの作戦の1ヶ月ほど後に主力部隊が侵攻してくるであろうと予想していた。

## 地域の防御
第6空挺師団の責任交戦区域内すべてで、兵力を増強する準備がなされた。第5空挺旅団第7空挺大隊はベヌーヴィルの西、オルヌ川付近でまだ激しく戦闘を続けていた。その間、第13空挺大隊が降下した数時間後にランヴィルを確保した。このためランヴィルは、オーヴァーロード作戦開始以来、初めて解放された村となった。第12空挺大隊はランヴィルの南方に配置され、南からの攻撃に備え、小さな峰に沿って塹壕を掘った。6日中何度か、第12空挺大隊はドイツ軍第125機甲大隊に攻撃され、かなりの損失を出したにもかかわらず地点を守り抜き、もっと良い位置を占拠して更なる攻撃を抑止した。
深刻な兵力不足となっていた第3空挺旅団は、ランヴィルの北と東の広大な峰を制圧することとされた。また、カナダ軍第8および第1空挺大隊は、それぞれバヴァンの森とメニルの村を確保した。北では、第9空挺大隊がメルヴィル陣地に80名だけを残して、ル・プレインの村を目標とした。しかし、この村のドイツ兵を制圧するには兵力不足であった。その代わり、彼らはシャトー・ダムフレヴィルに敵兵力を引き留めておくことに成功した。ル・プレインの村からドイツ兵を排除する役割は第4コマンド隊が引き継ぎ、多くの犠牲を出したものの、夕刻までには村を確保した。旅団の残存兵力は、同様に北方の村を占拠した。峰はしばらくの間確保された。
8日には、ドイツ軍の第15軍第346師団がディーヴ川を越えて反攻し、続く4日間の間に峰の奪還を目指して、第3空挺旅団と第1特殊作戦旅団に著しい攻撃を加えた。双方の部隊は激しく損耗し、特に兵力不足であった第3空挺旅団にあっては深刻なものとなった。しかし、各旅団は並はずれたねばり強さを見せ、敵師団に大損害を強いた。ちょうど4日後には同師団を撃退した。敵第346師団は主力を二つの旅団の間に進出させようとしたが、ちょうどその位置にはランヴィルを守備する第7・第13空挺大隊がいたため、この試みも失敗に終わった。敵師団は約400名の死者と約400名の捕虜を出して無力化された。
ドイツ軍はブレヴィル（第3空挺旅団と第1特殊作戦旅団の間にある村）を確保し続け、攻撃の足がかりとしており、これは第6空挺師団全体にとって脅威であった。しかし、12日夜に第3空挺旅団とともに、コマンド数名に援護された第12空挺大隊が攻撃を開始し、損害を出したものの村を占拠することに成功した。この勝利は、この地域の制圧にとってきわめて重要であった。この日以来、第6空挺師団の責任交戦区域内で激しい戦闘が起きることはなかった。
第51"ハイランド"師団の到着は、第6空挺師団の防御を強固にするのにきわめて役立った。この地域の制圧責任は第51師団に移ったため、第6空挺師団は東方に短い防御線を敷き、これに集中することができた。その後2ヶ月間、彼らは近隣の敵情を偵察し、すぐれた働きをした。8月17日、ノルマンディーにおける進出予定線上のドイツ軍を排除する命令を受けた。車両と武装の多くが不足している状態にもかかわらず、かれらは迅速に前進し、強固な敵を制圧して高い賞賛を受けた。そして、セーヌ川の向こうまでドイツ軍を押し出した。ここで、ノルマンディーにおける第6師団の役割は終わり、9月の第1週に他の作戦まで待機するためイギリスに帰還した。

## 作戦の余波
結果として、トンガ作戦は連合軍の勝利となった。各部隊は予定された半分以下の兵力で、かつかなりの損害を出したものの、目標となる地点の制圧・占領・破壊作戦をすべて成功裏に終了させた。ノルマンディー地域で展開された、連合軍部隊の他の作戦も、一部に大きな損害がでたものの、比較的順調に終了した。離れていた後続部隊も続行し、橋頭堡を確保することに成功し、フランス内陸まで進出することができた。空軍総司令官のリー・マロリー将軍は、このペガサス橋・ホルサ橋の強行着陸作戦を「この戦争中、最も成功した航空作戦」と評した。
ペガサス橋の戦闘は、ノルマンディー上陸作戦の中でも良く知られた作戦の一つとなった。コーネリアス・ライアンによる、ノルマンディー上陸作戦についての小説『いちばん長い日』（原題 The longest day ) に登場し、この小説は後に『史上最大の作戦』（原題同じ）として映画化された。

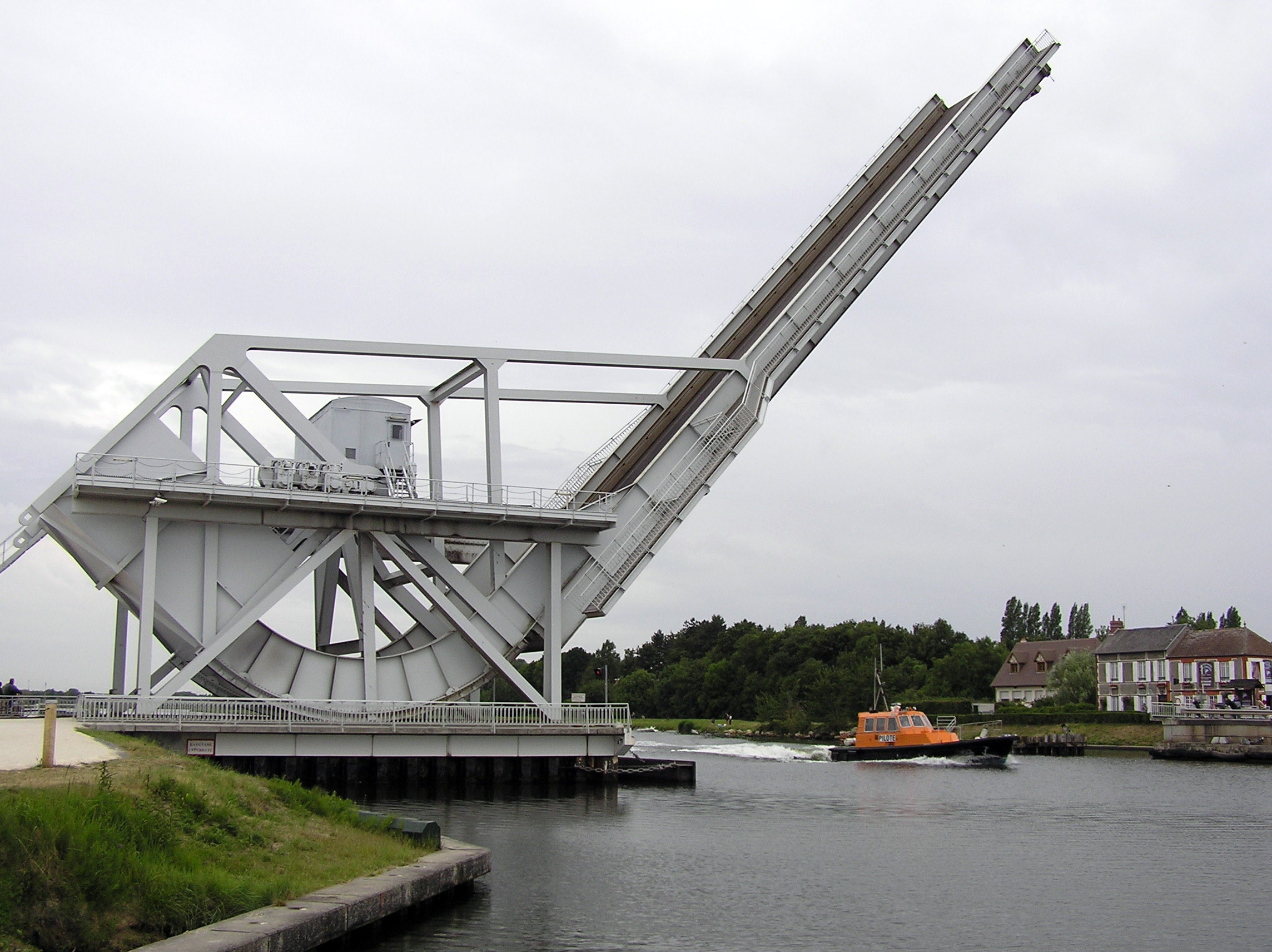
運河航行のために跳ね上げを行うペガサス橋

ベヌーヴィル橋と呼ばれていたこの橋は公式に「ペガサス橋」と改称された。この名称は英国空挺部隊の肩章のデザインであるペガサスに由来している。第二次世界大戦後の1994年、交通量増加の為に橋の架け替えが実施されたが、歴史的な印象をそのまま残すために、オリジナルの橋をそのまま拡大した形で設計されて架橋された。元の橋の一部分は、ペガサス橋博物館に展示されている。橋の占拠を指揮したハワード少佐の名誉を称え、道路も「ハワード少佐通り (Major Howard Avenue)」と改称された。ランヴィル橋はグライダーの名前をとり「ホルサ橋」と呼ばれている。 
モントゴメリー将軍は1944年7月16日に、ジョン・ハワード少佐の卓越した指揮を称え、殊功勲章(DSO) を授与した。同じく、第6空挺師団の兵士は殊勲十字賞 (DSC) を授与された。
現在のメルヴィル陣地跡は観光地となっている。標準設計611式野戦砲陣地 (Bunkerbauten vom Typ Regelbau 611) と1号防弾室 (Kasematte Nr. 1) からなる小さい博物館がある。陣地の横の芝のはびこった場所に、イギリス陸軍第9空挺大隊とオトウェイのための記念碑が立っている。

### 英語圏出版物
- Jon Cooksey: Operation Tonga: Pegasus Bridge and the Merville Battery, Pen & Sword Books, 2005, ISBN 1-84415-203-0
- Neil Barber: The Day the Devils dropped in, Pen & Sword Books Ltd., 2002, ISBN 0-85052-924-7
- Christopher Chant: Operation Overlord: Sword Beach and the British 6th Airborne Division,6 June 1944 (Ravelin's Order of Battle S.), Ravelin, 1994, ISBN 1-898-99400-5
- Stephen Ambrose: Pegasus Bridge: June 6, 1944, Simon & Schuster, 1985, ISBN 0671523740
- Norbert Hugede: The Commando of the Pegasus Bridge, Frankreich, 1985
- Cornelius Ryan: The longest Day: June 6, 1944,  Simon & Schuster, New York, 1959, ISBN 0671890913
- Denis Edwards: Devil's Own Luck: From Pegasus Bridge to the Baltic, 1999, ISBN 0850526671
- Carl Shilleto: Pegasus Bridge & Merville Battery: British 6th Airborne Division Landings in Normandy D-Day 6th June 1944, Pen & Sword Books, 1999, ISBN 0850526426
- Richard Gale: With the 6th Airborne Div in Normandy, Sampson Low, Marston & Co, London, 1948
- Sir Napier Crookenden: Dropzone Normandy: The Story of the American and British Airborne Assault on D-Day 1944, Ian Allen, 1976, ISBN 0684145952
- John Golley: The Big Drop, Kensington Pub Corp (Mm), 1986, ISBN 0821718673
- Alan Jefferson: Assault on the Guns of Merville, John Murray, 1987
- Public Records Office: 9th Battalion War Diary
- Kevin Shannon, Steven Wright: One Night in June (Airlife Classics), The Crowood Press, 2000, ISBN 1840371838

### ドイツ語圏出版物
（注：ISBN番号が3-から始まるが、ドイツ語とは限らない）
- Dan Parry: D-Day, 2004, ISBN 3802516184
- Tony Hall: Operation "Overlord", Motorbuch Verlag, 2004, ISBN 3613024071
- Dan van der Vat: D-Day, 2004, ISBN 3899101995
- Will Fowler: D-Day: The First 24 Hours, Amber Books Ltd., London, 2003, ISBN 3-85492-855-6
- Helmut K. von Keusgen: D-Day 1944, Die Landung der Alliierten in der Normandie, 2000, ISBN 3932922107

### 日本語出版物
- チャールズ・メッセンジャー著、鈴木主税・浅岡政子訳, 地図で読む世界の歴史 ノルマンディー上陸作戦, 河出書房新社, 2005, ISBN 4-309-61187-7

## 登場するメディア
- 史上最大の作戦（ノンフィクション／映画、前述）
- コール オブ デューティ（ゲーム）
  - イギリス軍兵士としてグライダー降下～ペガサス橋確保、および防衛を行うミッションがある。

## 関連する項目
- ノルマンディー上陸作戦

### 総合
- ornebridgehead.org（英語）
  - Übersicht über die Einheiten der 6. Britischen Luftlandedivision und deren Verluste bei ornebridgehead.org（英語）
- Infos zur Operation（英語）
- Linksammlung（英語）
- Umfassende Infos（英語）

### ペガサス橋・ホルサ橋
1. ↑  ペガサス橋及び架け替えた橋は、バスキュール型式の橋の別箇の亜種で、「シェルツァー・ローリング・リフト・バスキュール橋」あるいは「ローリング・ブリッジ」と呼ばれるタイプである。このタイプの橋は軸受けの周りで回転せずに、主スパンの橋桁に取り付けられた湾曲した踏み板の上で後方にころがる。このデザインにより、一定の開放角度ではより大きな頭上余地が与えられる。

- Infos zur Erstürmung der Pegasusbrücke（英語）
- Fotomaterial u.a. zur Pegasusbrücke（英語）
- Geschichte der Pegasusbrücke（英語）

### メルヴィル陣地
- Erstürmung der Batterie bei Merville（英語）
- Angriff auf die Batterie bei Merville（英語）
- Merville（英語）
- Merville Batterie（ドイツ語）
- Stern Artikel zur Merville Batterie（ドイツ語）

### 映画など
- IMDB映画データベース（英語）: Der längste Tag（英語）; D-Day 6.6.44 - Entscheidung in der Normandie（英語）
- D-Day 6.6.44 - Entscheidung in der Normandie（ドイツ語）